# Craft
Craft este o formație suedeză de black metal, formată în 1994 sub numele de Nocta. Sub această denumire au lansat un singur demo, în 1997, iar după aceea numele de Craft a fost adoptat. În timp ce din punct de vedere muzical au fost inspirați de către primele formații de black metal, precum Burzum sau Darkthrone, și de scena heavy metal reprezentată de Black Sabbath și Celtic Frost, versurile se concentrează asupra unor subiecte că mizantropia, distrugerea, ură, satanismul anticosmic și moartea; aceste teme se regăsesc în vechile materiale ale formației Dissection. După concedierea toboșarului Daniel Halén în 2005, membrii s-au gândit să se despara, dar au decis într-un fina să îl înlocuiască. În 2008, noul toboșar Dirge Rep, care a mai interpretat în Gehenna, Gorgoroth și Enslaved, s-a alăturat formației pentru sesiunile de înregistrări din cadrul viitorului album Void, care va fi lansat pe august 2011.

## Ideologia
Într-un interviu dat publicației voicesfromthedarkside.de, John Doe declara că nu sprijină național socialismul și nu se consideră adept, politica nefiind un interes personal. De asemenea, a spus că formația Craft nu va fi niciodată una politică.„Nu consider că național socialismul se poate amestecă cu ideologia black metalului în vreun fel”.

## Membri
- Mikael Nox – vocale
- John Doe – chitară
- Joakim Karlson – chitară, chitară bas și versuri
- Dirge Rep - baterie (sesiuni)

### Foști membri
- Daniel Halén – baterie (1994–2005)
- Björn – vocale pe albumul Total Soul Rape

## Discografie
- Total Eclipse (Demo, 1999)
- Total Soul Rape (2000)
- Terror Propaganda (2002)
- Fuck the Universe (2005)
- Void (2011)
- White Noise and Black Metal (2018)